# Algorta
Algorta es un pueblo del municipio vizcaíno de Guecho, situado en la provincia de Vizcaya, en el País Vasco (España). Es el mayor núcleo poblacional del municipio, contando con alrededor de 38 000 habitantes.

## Distribución

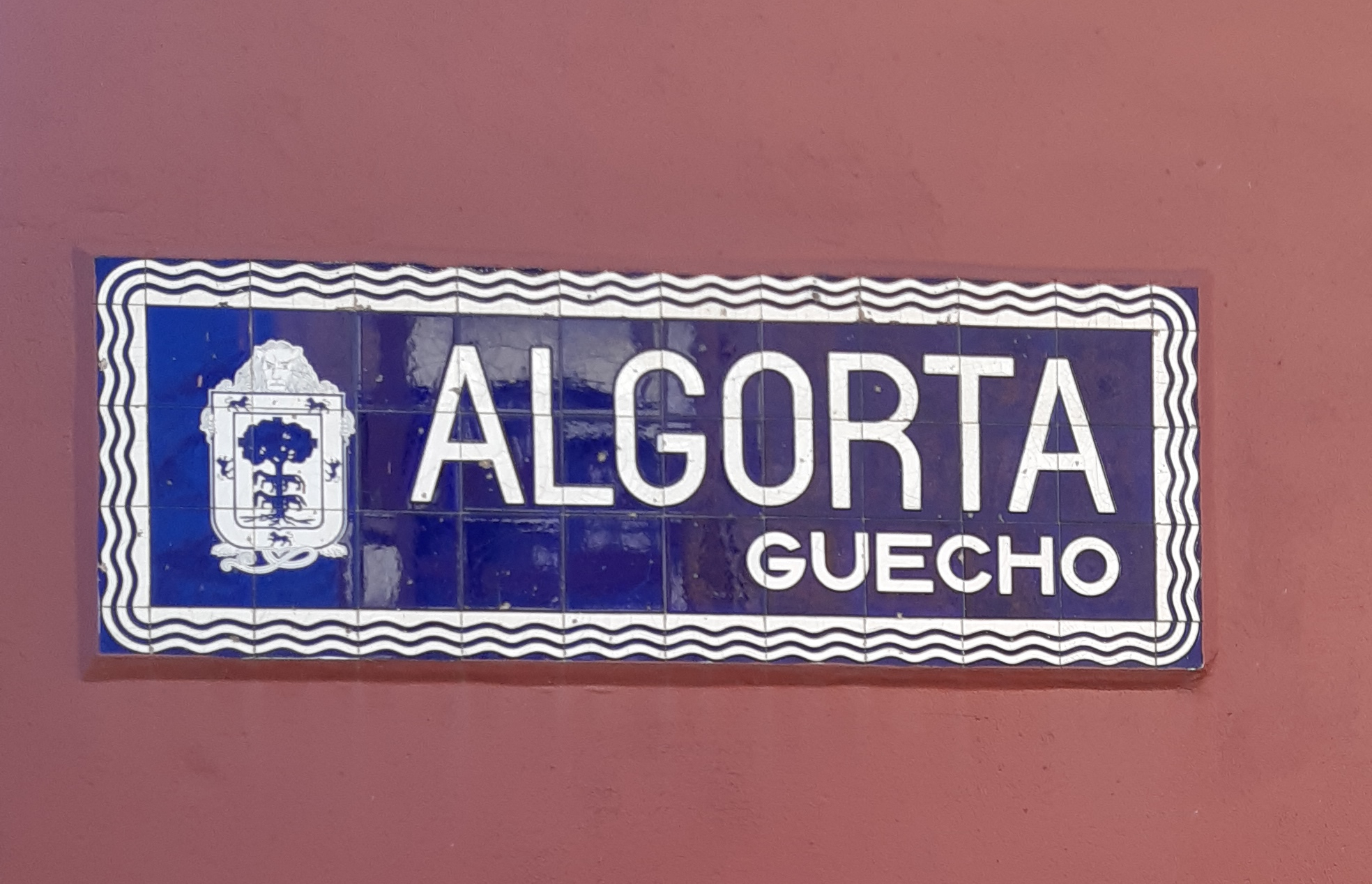
Señal de azulejo en una de las calles de Algorta.

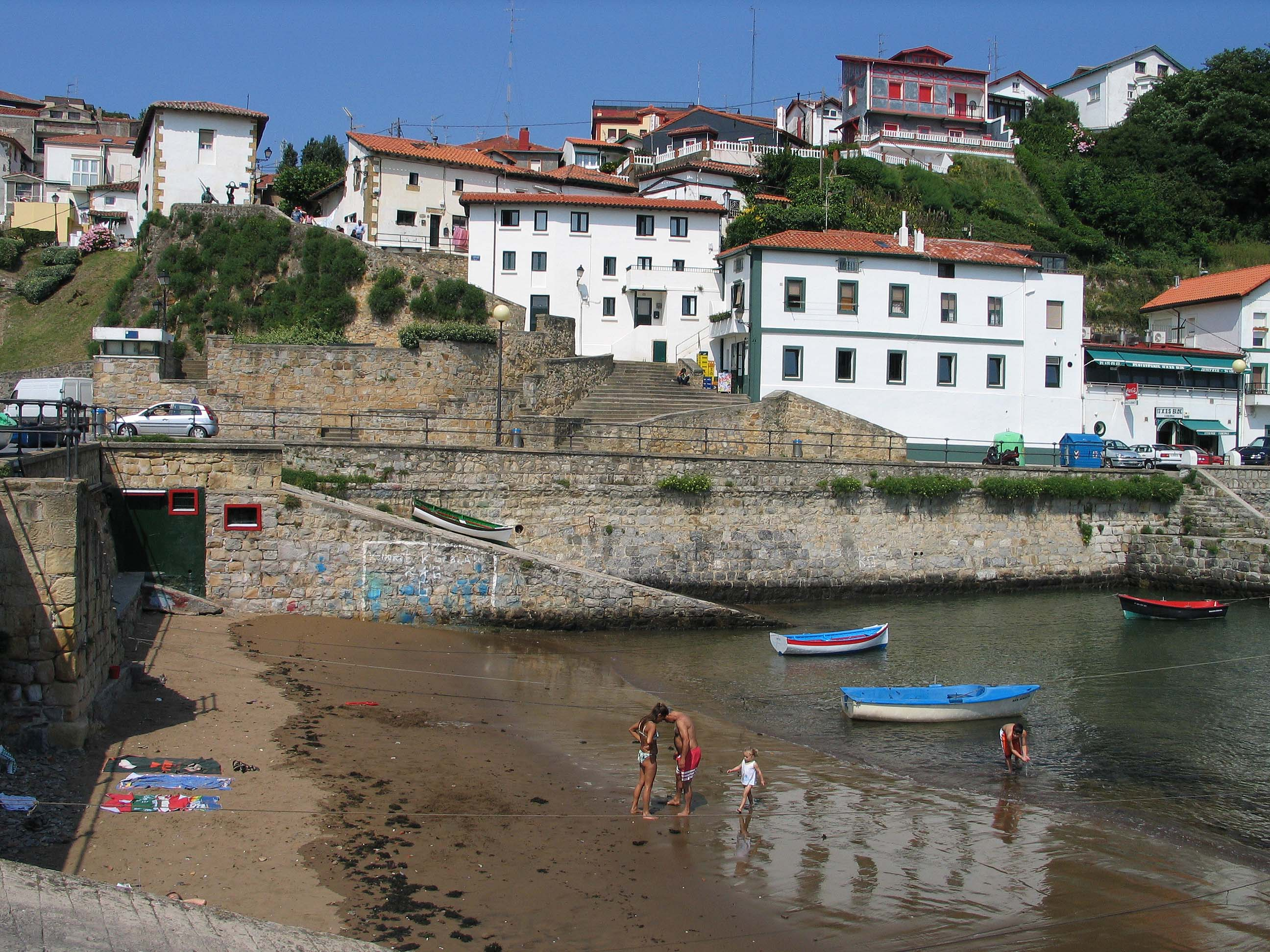
Puerto Viejo de Algorta

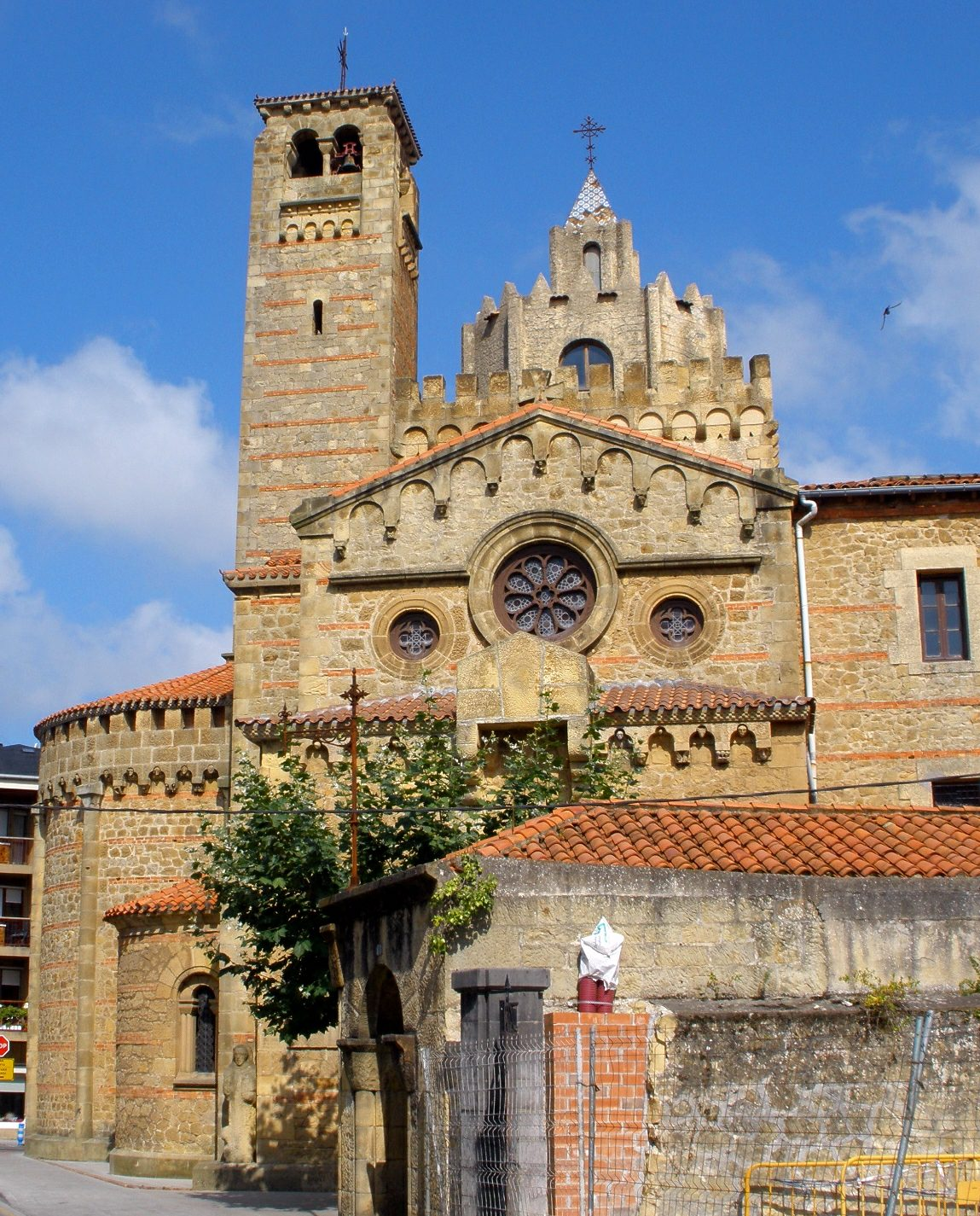
Iglesia de la Santísima Trinidad (PP Trinitarios)

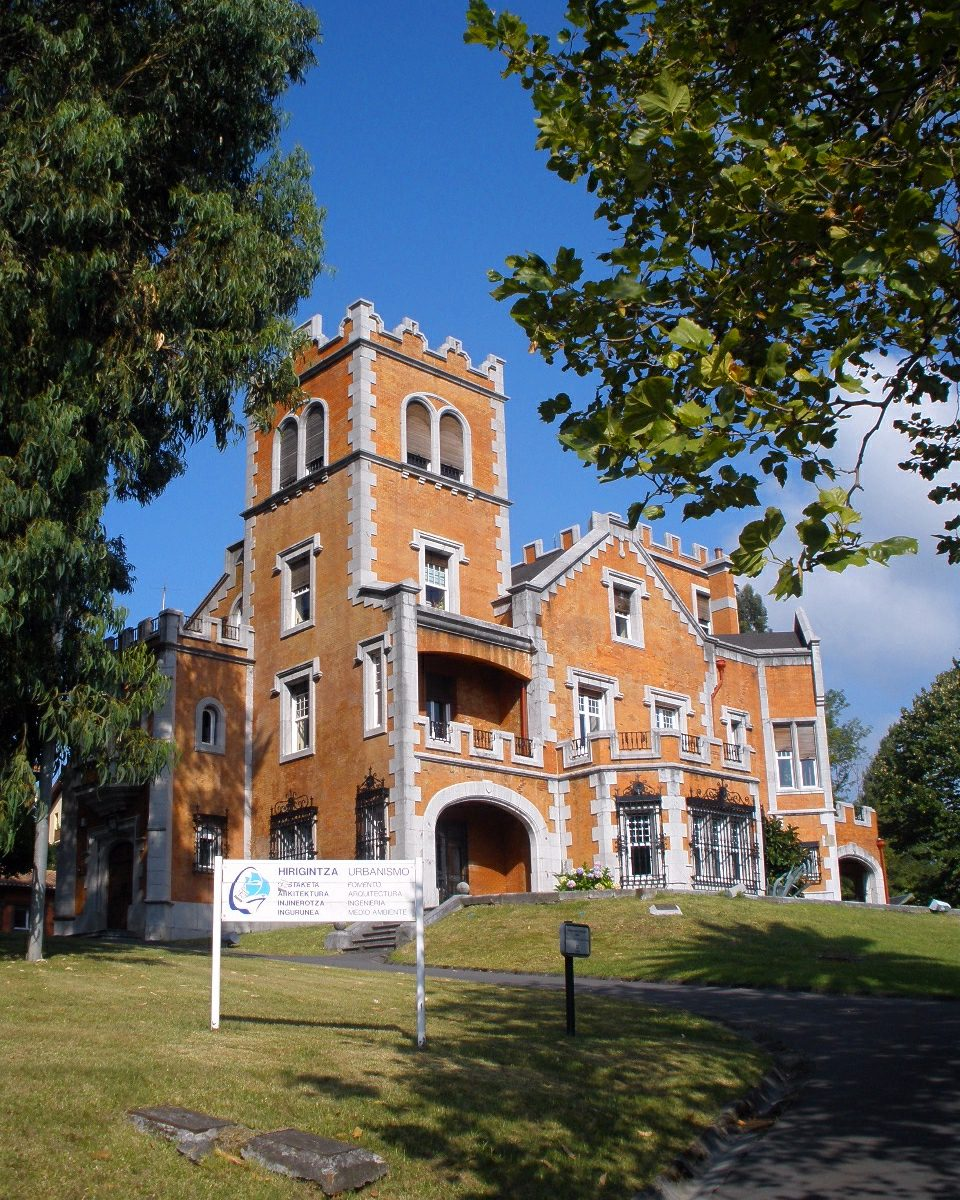
Palacio de Santa Clara

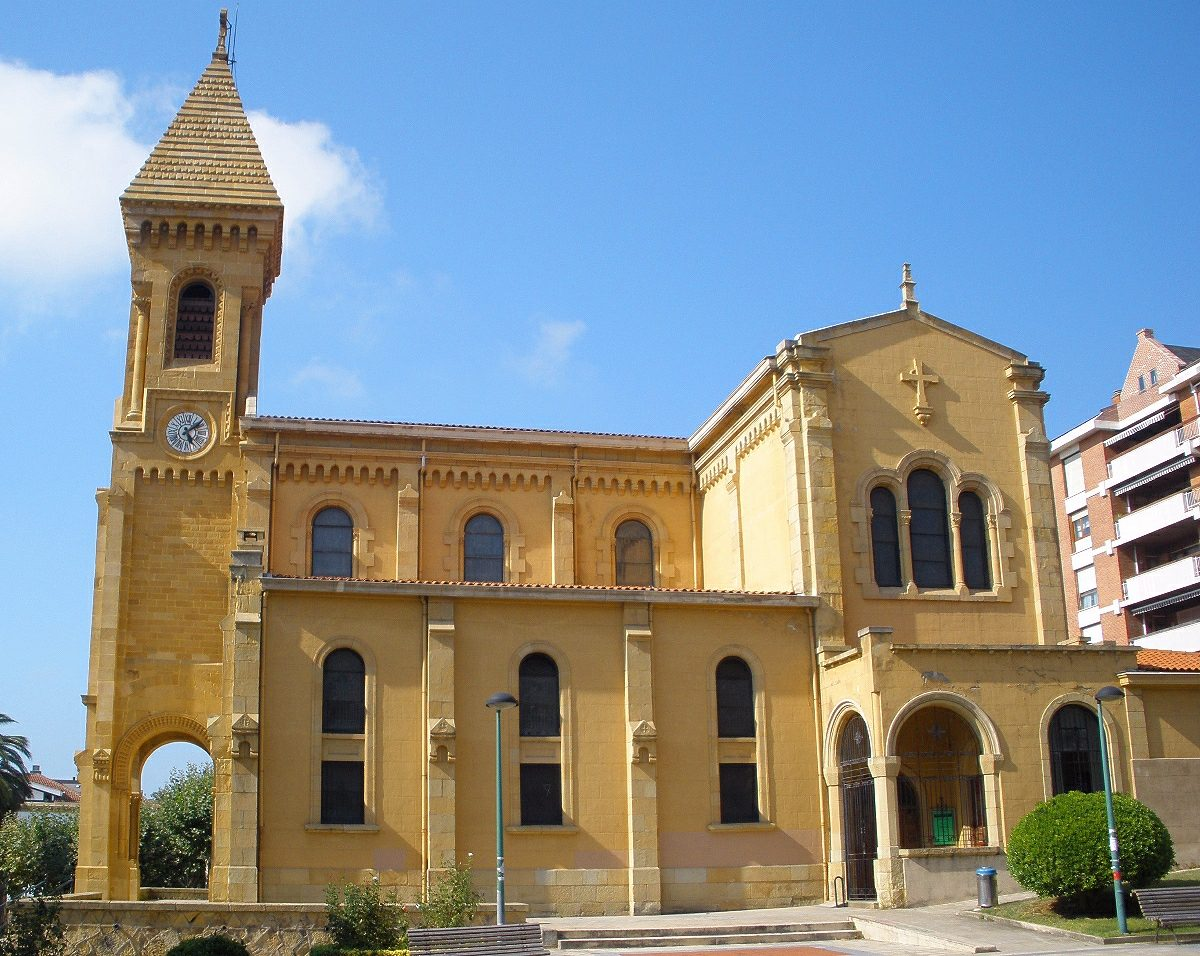
Iglesia de San Ignacio de Loyola

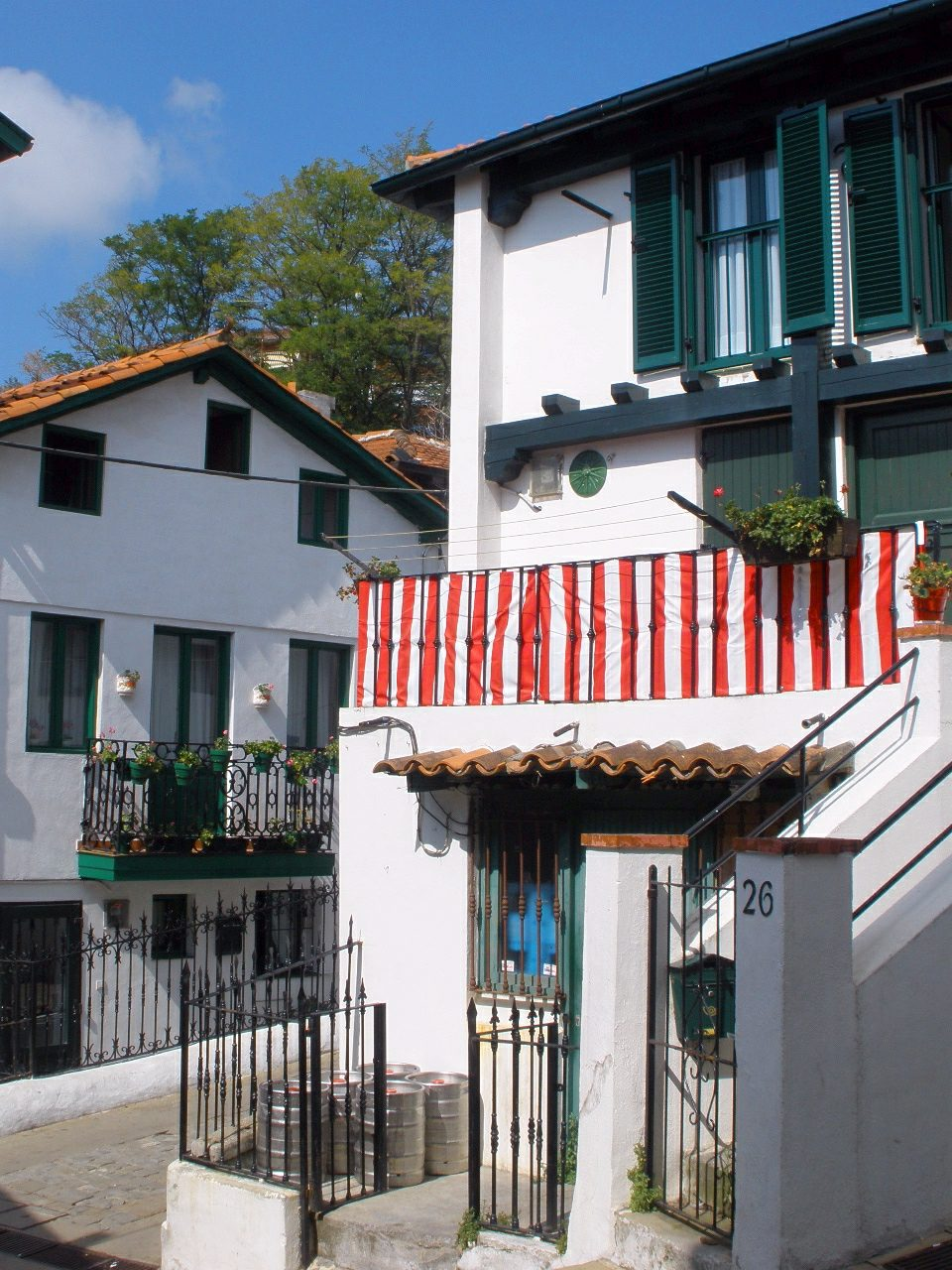
Arquitectura popular marinera

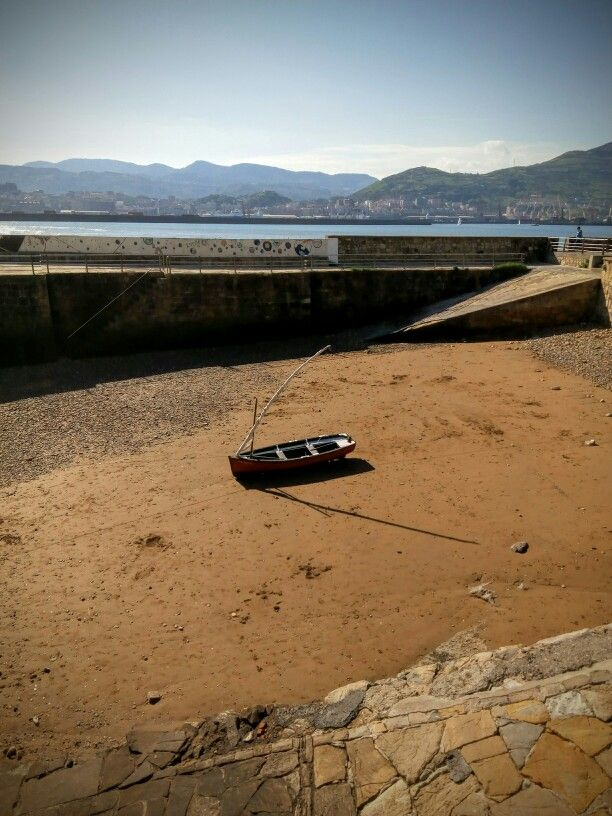
Bote de madera en el Puerto Viejo de Algorta

Su centro neurálgico es la plaza de la Estación o plaza del Metro en la calle Telleche (Telletxe en euskera). En dicha zona se encuentra la mayor parte del comercio algorteño.
Algorta se articula en torno a la avenida Basagoiti (peatonal), que une las dos principales plazas históricas del pueblo, la plaza San Nicolás y la plaza San Ignacio. 
La localidad mantiene su arraigo marinero en el llamado Puerto Viejo, de gran belleza, donde se pueden encontrar las originales y pintorescas casas de marineros autóctonas. 
Tiene dos playas principales muy frecuentadas, la de Ereaga, situada entre el Puerto Viejo y el Puerto Deportivo y la playa de Arrigunaga, que queda bajo los acantilados de la Galea. Desde ella se ve el puerto del Abra y el molino de Aixerrota.  
Algunos de sus barrios o zonas de Algorta son:
Sarrikobaso: barrio colindante con el de Santa María. Se trata del barrio con mayor densidad de población de Algorta y se articula principalmente en torno a dos calles: Sarrikobaso y Bidezabal. En este barrio se encuentra la parada de metro de Bidezabal y el centro de salud de Algorta.
Bidezabal:  barrio colindante con Sarrikobaso y Santa María de Guecho. Compromete la bajada de Arrigunaga, zona que va del ambulatorio hasta cerca del cementerio y EPA cercana a Andra Mari.
Fadura: situado en la zona más alejada de la costa de Guecho, en el valle del río Gobela. Se trata de un barrio tranquilo pero cercano al centro. En el barrio de La Humedad se encuentra la Ciudad Deportiva Municipal de Fadura, donde está el mayor número de instalaciones deportivas de Algorta.
Villamonte: se trata de un barrio situado entre el centro y el barrio de La Humedad (Hezetasuna en euskera). Su espacio abarca la urbanización Villamonte que cuenta con amplias zonas verdes, actualmente cerradas al tránsito de los viandantes. En él se encuentra la sede central del Aula de Cultura de Guecho.
Alango: barrio situado cerca del centro. Sede del nuevo centro de salud inaugurado a finales del año 2008.
Aldapa: ubicado en la zona baja de Algorta, junto al río Gobelas, y cercano al pueblo de Berango. Tranquilo barrio con amplia zona de ocio y jardines. Sufrió graves inundaciones el 1 de junio de 2008.
Zubileta: Sus fiestas se celebran entre el 21 y 23 de junio (San Juan). 
El barrio original de Algorta fue el conocido como: 
Puerto Viejo (Portu Zaharra): barrio situado en la costa. Fue el origen de Algorta, estando compuesto por edificios rústicos, una pequeña playa, y una gran explanada. Recientemente se ha rehabilitado un paseo que comunica este barrio con la playa de Ereaga (situada ésta cerca de la avenida Basagoiti y lindando a su extremo más lejano del Puerto Viejo con el barrio de Neguri).

## Comunicaciones y transportes
- Corredor de Uribe Kosta. Es la prolongación de la carretera que une Guecho con Bilbao, la llamada carretera de la Avanzada. Comunica Algorta con municipios como Berango, Sopelana, Lejona o Bilbao.
- Metro de Bilbao. En Algorta consta de las estaciones de Algorta, y Bidezabal . Comunica Algorta con casi todos los municipios del Gran Bilbao.

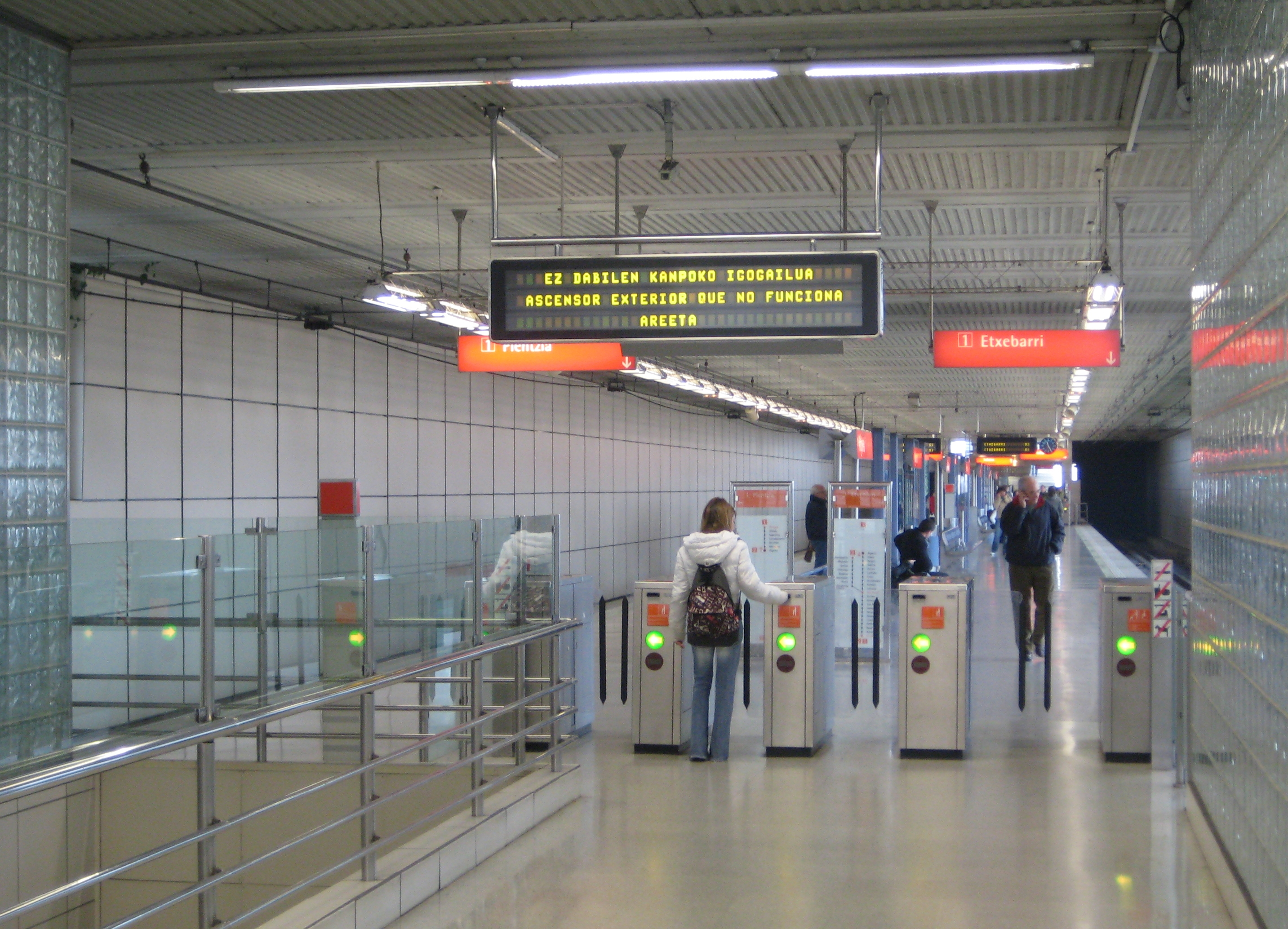
Interior de la estación de Metro de Algorta

- Bizkaibus. Con paradas en diversos puntos del pueblo, une Algorta con municipios como Baracaldo, Lejona o Bilbao.
- Ascensor de Ereaga. Une la playa de Ereaga con el parque Reina María Cristina, salvando así un desnivel importante.

## Edificios de interés
- Casa Amorotoena, en la calle San Nicolás.
- Iglesia de San Ignacio de Loyola. En la plaza de San Ignacio. Templo de estilos neorrománico y neobizantino de finales del s-XIX, de entre 1878 y 1892, obra de Narciso Goiri.
- Iglesia de San Nicolás de Bari. En la avenida de Basagoiti. Edificio neoclásico tardío construido entre 1845 y 1863, reformado en 1925.
- Iglesia de la Santísima Trinidad (Trinitarios). En la calle de San Martín. Este templo de estilo neorrománico fue diseñado originalmente por José María Basterra en 1888. Este primer edificio fue consagrado en 1890, pero en 1926 resultó destruido en un incendio. Su reconstrucción fue terminada en 1927 según los planos de Pedro Guimón Eguiguren. El aspecto actual de la iglesia data de 1963.
- Palacio Consistorial. En la calle Los Fueros. Construido por Ignacio M. Smith en 1929 utilizando sillería de arenista dorada de las cercanas canteras de Berango. Está influenciado por los estilos neomontañés y palaciego vasco.
- Palacio de Santa Clara. En la calle Los Fueros. Obra de José María Basterra (1902). Tras sufrir diversas modificaciones, adquirió aspecto de castillo inglés, donde dominan los elementos del estilo Reina Ana.
- Puerto Viejo. Antiguo puerto de pescadores.
- Fadura. Es el sitio perfecto para pasear, hacer deporte, ir a la piscina... Está situado en la avenida de los Chopos.
- Molino de Viento (Aixerrota): Está situado a la derecha de la playa de Arrigunaga. Es un antiguo molino blanco. Se puede comer, ver cuadros...

## Fiestas de la localidad
- San Ignacio: 31 de julio, en Algorta. Fiesta patronal más importante del municipio.
- San Juan: 24 de junio, en el barrio de Zubilletas, Algorta.
- El Carmen: 16 de julio, en Neguri.
- Santa Ana: 26 de julio, en el barrio de Sta. Ana, Las Arenas.
- Mercado de San Lorenzo: 10 de agosto, Algorta.
- San Nicolás: 12 de agosto, en el Puerto Viejo, Algorta.
- Andra Mari: 15 de agosto, en el barrio de Andra Mari.
- Ntra. Sra. de las Mercedes: 24 de septiembre, en Las Arenas.
- San Martín: 11 de noviembre, en el barrio de La Humedad, Algorta.
- Paellas de Aixerrota: 25 de julio. En las campas de Aixerrota

### Festivales de música
- Festival Internacional de Blues. Junio.
- Festival Internacional de Jazz. Julio.
- Festival de la canción Habanera y Marinera. Septiembre.
- Festival Internacional de Folk. Septiembre.
- Certamen de Bandas. Septiembre.
- Conciertos de Música Clásica. Noviembre.

Mercados Populares
- Mercado de San Lorenzo: Fecha 10 de agosto (artesanía y comida típica del País Vasco)